# Bosnie-Herzégovine au Concours Eurovision de la chanson 2009
La Bosnie-Herzégovine a participé au Concours Eurovision de la chanson 2009. 
C'est le groupe Regina qui a représenté la Bosnie-Herzégovine à Moscou avec la chanson "Bistra voda" (Eau claire). C'était la 15e participation de la Bosnie-Herzégovine au Concours. Elle a été représentée par Radio-Televizija Bosne i Hercegovine, membre de l'Union européenne de radio-télévision.